# Gila eremica
Gila eremica är en fiskart som beskrevs av Demarais, 1991. Gila eremica ingår i släktet Gila och familjen karpfiskar. Inga underarter finns listade i Catalogue of Life.